# Mistrzostwa Świata w Tenisie Stołowym 1938
12. Mistrzostwa świata w tenisie stołowym odbyły się w dniach 24–29 stycznia 1938 roku w Londynie. Złote medale zdobywali zawodnicy z Czechosłowacji, Węgier, Anglii, Austrii i Stanów Zjednoczonych.

## Końcowa klasyfikacja medalowa
| Miejsce | Państwo           | Złoto | Srebro | Brąz | Razem |
| ------- | ----------------- | ----- | ------ | ---- | ----- |
| 1       | Czechosłowacja    | 3     | 2      | 4    | 9     |
| 2       | Węgry             | 2     | 2      | 2    | 6     |
| 3       | Austria           | 1     | 2      | 2    | 5     |
| 4       | Anglia            | 1     | 1      | 3    | 5     |
| 5       | Stany Zjednoczone | 1     | 0      | 2    | 3     |

## Medaliści
| Konkurencja:               | Złoto:                             | Srebro:                      | Brąz:                                                          |
| gra pojedyncza kobiet      | Gertrude Pritzi                    | Vlasta Depetrisová           | Věra Votrubcová Betty Henry                                    |
| gra pojedyncza mężczyzn    | Bohumil Váňa                       | Richard Bergmann             | Viktor Barna Tibor Hazi                                        |
| gra podwójna kobiet        | Vlasta Depterisova Věra Votrubcová | Dora Beregi Ida Ferenczy     | Phyllis Hodgkinson Doris Jordan Dora Emdin Margaret Osborne    |
| gra podwójna mężczyzn      | James McCLure Sol Schiff           | Viktor Barna Laszlo Bellak   | Stanislav Kolář Vaclav Tereba Eric Filby Hyman Lurie           |
| gra mieszana               | Laszlo Bellak Wendy Woodhead       | Bohumil Váňa Věra Votrubcová | Alfred Liebster Gertrude Pritzi Vaclav Tereba Marie Kettnerová |
| konkurs drużynowy mężczyzn | Węgry                              | Austria                      | Czechosłowacja · Stany Zjednoczone                             |
| konkurs drużynowy kobiet   | Czechosłowacja                     | Anglia                       | Austria                                                        |